# Vanylven
Vanylven és un municipi situat al comtat de Møre og Romsdal, Noruega. Té 3.256 habitants (2016) i té una superfície de 385.23 km². El centre administratiu del municipi és el poble de Fiskåbygd.

## Fills il·lustres
- Maria Parr